# Топа де Сус (Бихор)
Топа де Сус (рум. Topa de Sus) насеље је у Румунији у округу Бихор у општини Добрешти. Oпштина се налази на надморској висини од 174 m.

## Становништво
Према подацима из 2002. године у насељу је живело 760 становника, од којих су сви румунске националности.